# 나가이 나오쓰네

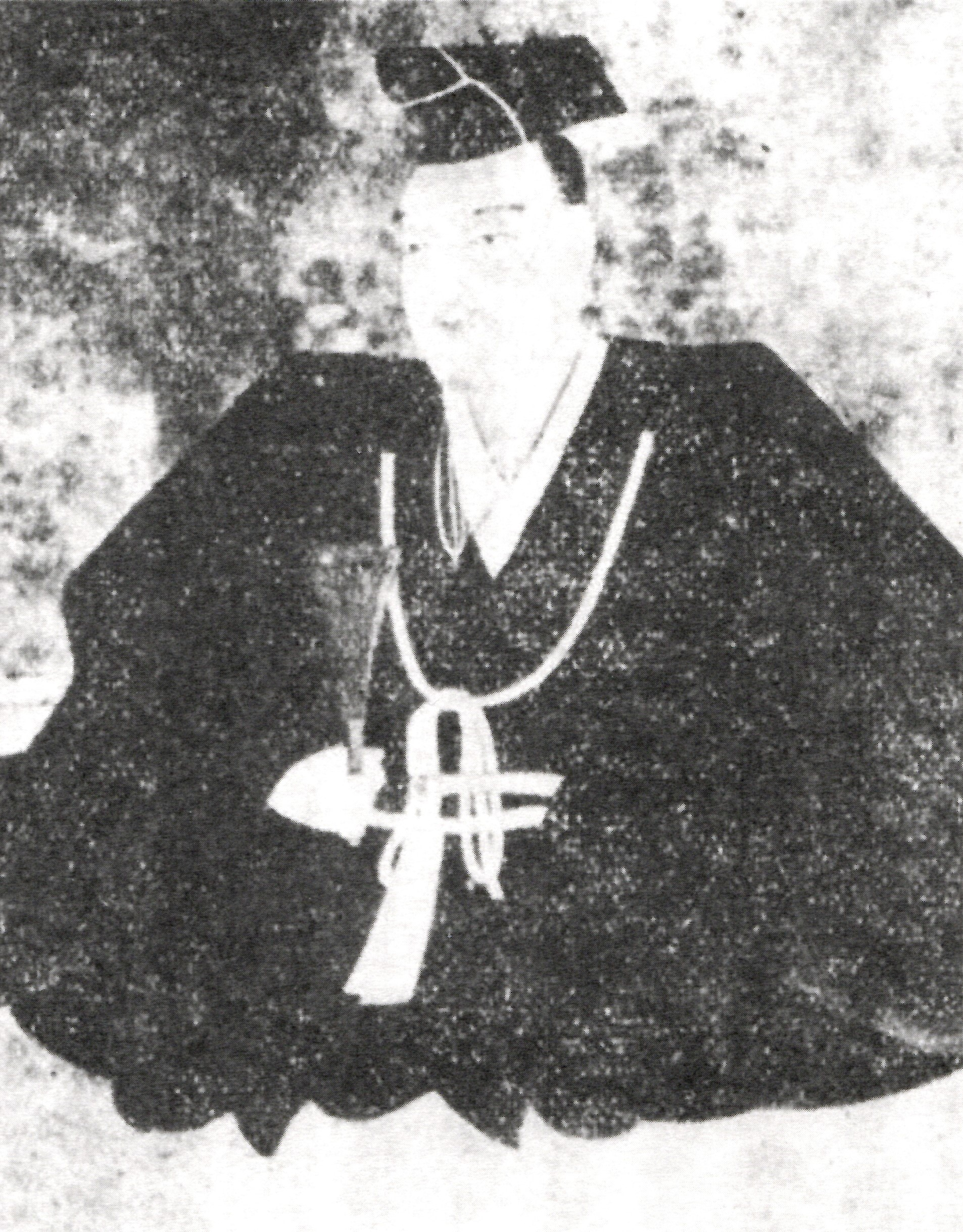
나가이 나오쓰네

나가이 나오쓰네(일본어: 永井尚庸, 1631년 ~ 1677년 4월 28일)는 에도 시대 전기의 다이묘이다. 나오쓰네계 나가이가(尚庸系永井家) 시조.
고가 번주 나가이 나오마사의 삼남으로 태어났다.
|  | 제1대 가와치국의 다이묘 (나가이가) 1658년 ~ 1677년 | 후임 나가이 나오히로 |

| 전임 이타쿠라 시게노리 | 제6대 교토 쇼시다이 1670년 ~ 1677년 | 후임 도다 다다마사 |